# Ensayo a la llama

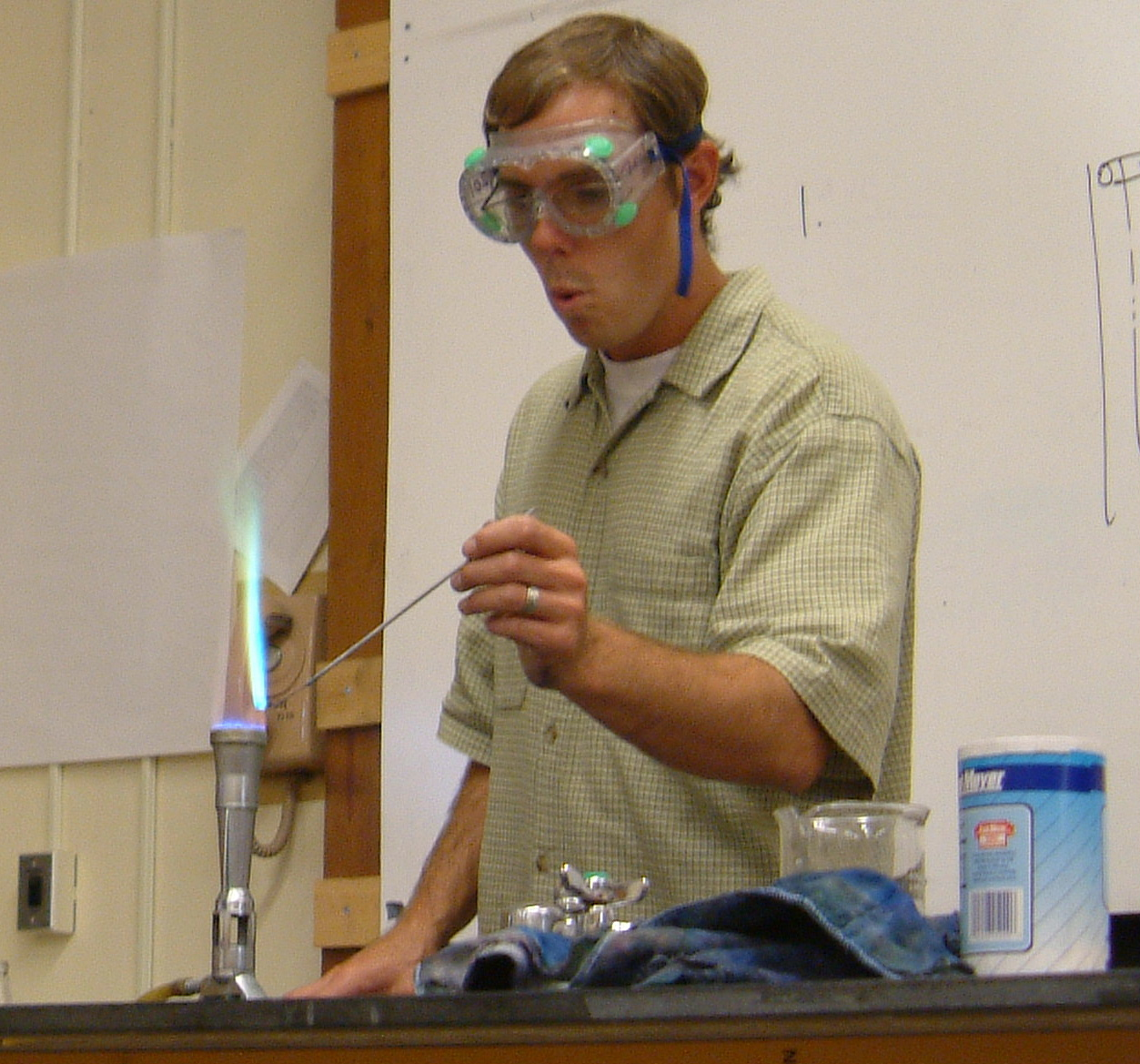
El ensayo a la llama llevado a cabo en un halogenuro de cobre. Observe el color característico azul-verdoso de la llama.

El ensayo a la llama es un método analítico usado en química para detectar la presencia de ciertos elementos, principalmente iones de metales, basado en el espectro de emisión característico a cada elemento. El color de la llama también puede depender de la temperatura. 
Las muestras suelen sostenerse en un alambre de platino limpiado repetidamente con ácido clorhídrico para eliminar trazas de analitos anteriores. Debe probarse con diferentes llamas, para evitar información equivocada debido a llamas "contaminadas", u ocasionalmente para verificar la exactitud del color. Algunas veces también se usan alambres de nicrom.
El sodio es un componente común o contaminante en muchos compuestos, y su espectro tiende a dominar sobre los otros. El ensayo a la llama es frecuentemente visto a través de un vidrio azul de cobalto para filtrar el amarillo del sodio y permitir ver mejor la emisión de otros iones metálicos.
El ensayo a la llama es rápido y fácil de ejecutar, y no requiere equipamiento alguno que no se encuentre generalmente en un laboratorio de química. Sin embargo, el rango de elementos detectados es pequeño, y el ensayo se apoya en la experiencia subjetiva del experimentador, en vez de mediciones objetivas. La prueba tiene dificultad en detectar concentraciones pequeñas de algunos elementos, mientras que puede producirse un resultado muy fuerte para algunos otros, lo que tiende a "ahogar" las señales más débiles.
Aunque esta prueba sólo da información cualitativa, y no cuantitativa, acerca de la proporción real de los elementos en la muestra; puede obtenerse información cuantitativa por las técnicas relacionadas de fotometría de llama o espectroscopia de emisión de llama.

## Metales comunes
Algunos metales comunes y sus colores de llama correspondientes:
| Símbolo | Nombre                    |                      |
| ------- | ------------------------- | -------------------- |
| As      | Arsénico                  | Azul                 |
| B       | Boro                      | Verde brillante      |
| Ba      | Bario                     | Verde                |
| Ca      | Calcio                    | Rojo ladrillo        |
| Cs      | Cesio                     | Azul - Violeta       |
| Cu(I)   | Cobre(I)                  | Azul                 |
| Cu(II)  | Cobre(II) (no-halogenuro) | Verde                |
| Cu(II)  | Cobre(II) (halogenuro)    | Azul-verdoso         |
| Fe      | Hierro                    | Dorado               |
| In      | Indio                     | Azul                 |
| K       | Potasio                   | Violeta              |
| Li      | Litio                     | Carmín               |
| Mn(II)  | Manganeso(II)             | Verde amarillento    |
| Mo      | Molibdeno                 | Verde amarillento    |
| Na      | Sodio                     | Amarillo intenso     |
| P       | Fósforo                   | Verde pálido azulado |
| Pb      | Plomo                     | Azul                 |
| Rb      | Rubidio                   | Rojo-violeta         |
| Sb      | Antimonio                 | Verde claro          |
| Se      | Selenio                   | Azul                 |
| Sn      | Estaño                    | Lila                 |
| Sr      | Estroncio                 | Escarlata            |
| Te      | Telurio                   | Verde claro          |
| Tl      | Talio                     | Verde puro           |
| Zn      | Zinc                      | Verde azulado        |

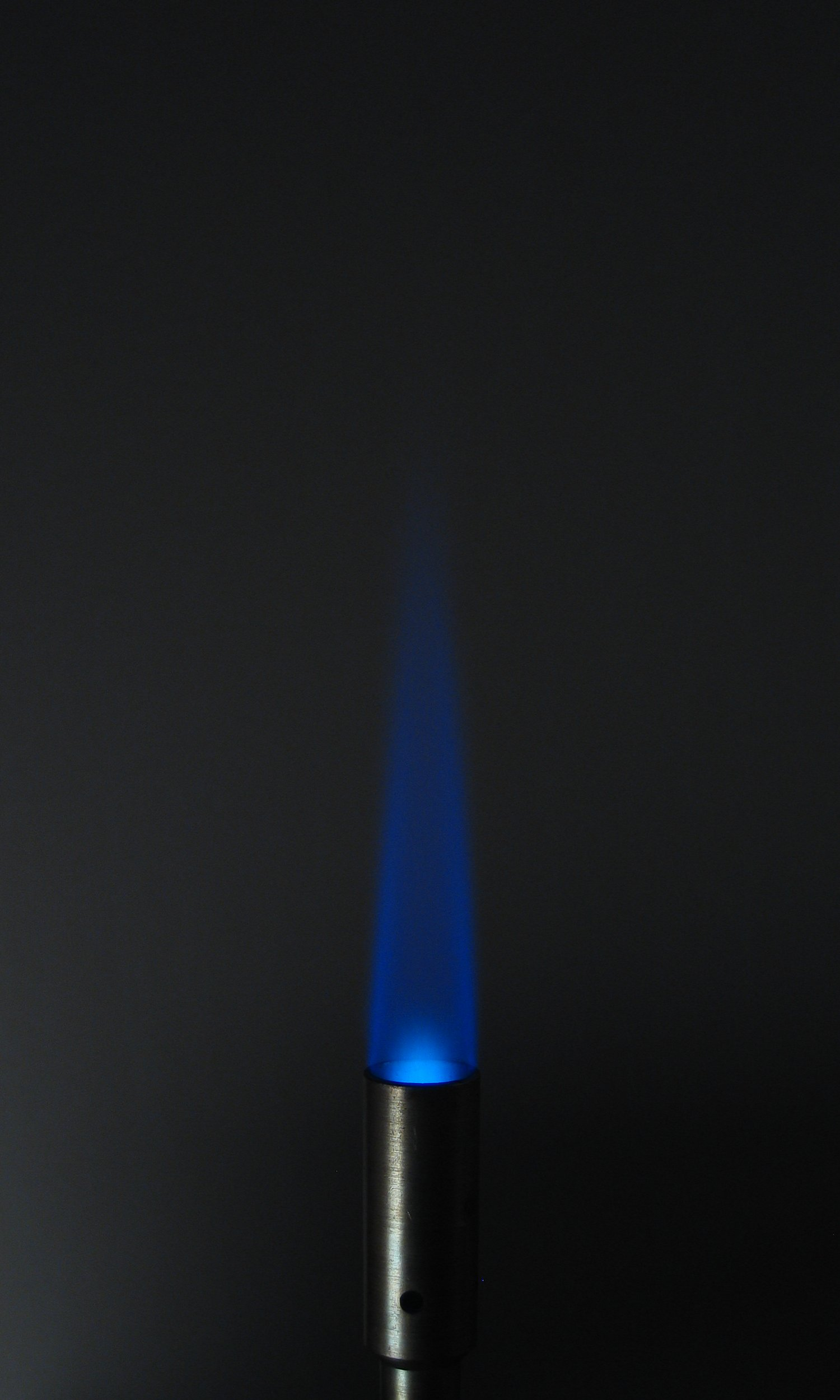
Llama de gas
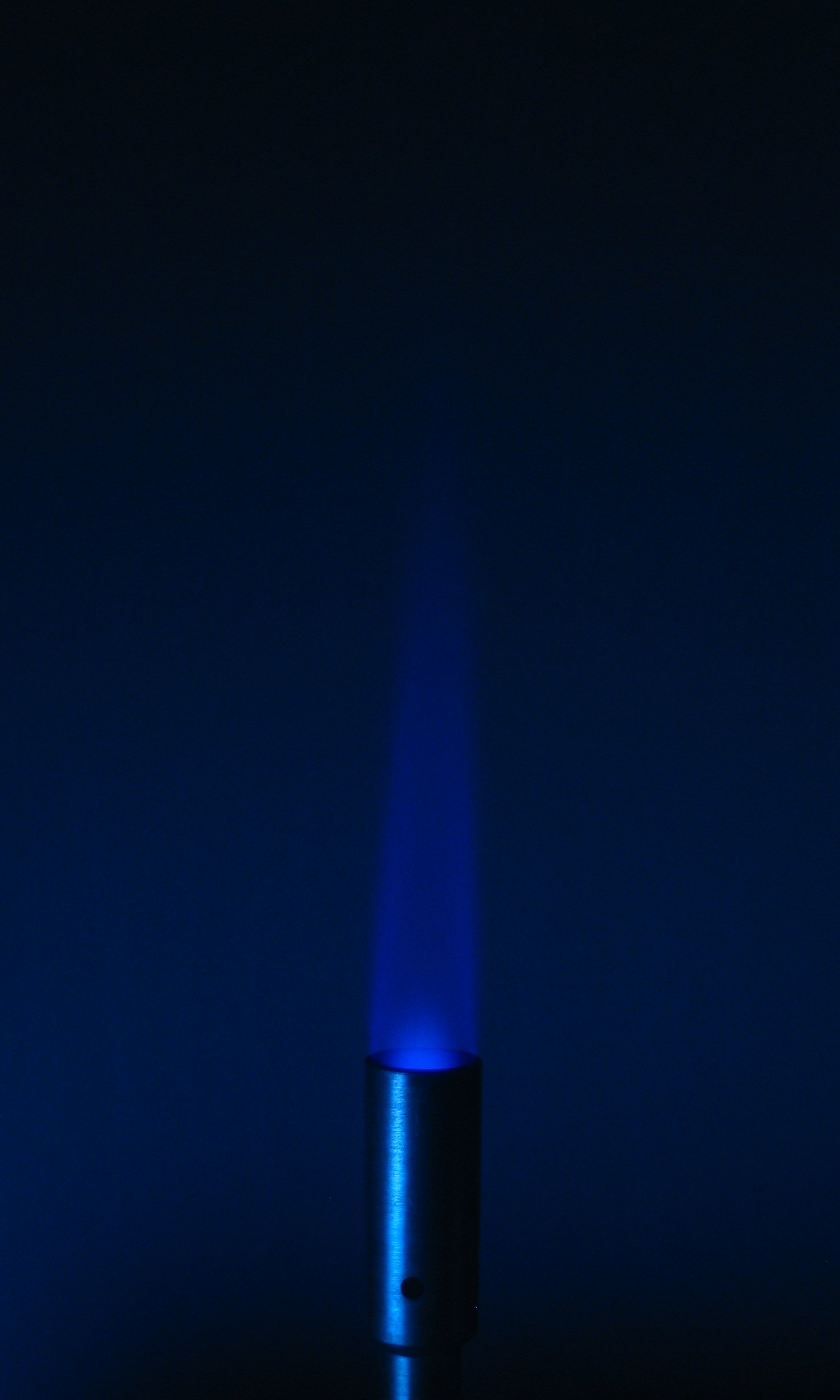
Llama de gas vista a través de vidrio de cobalto
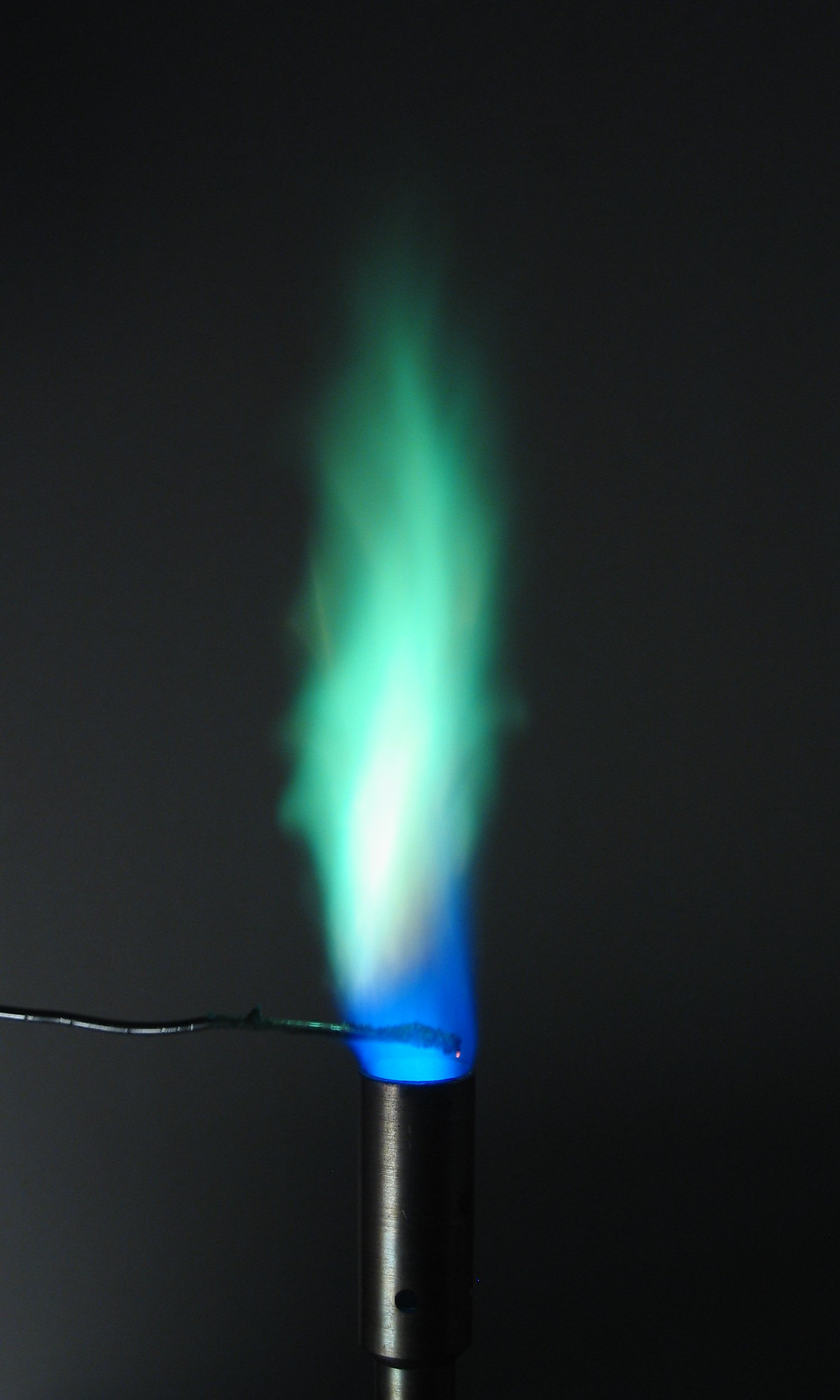
Ensayo a la llama en sulfato de cobre
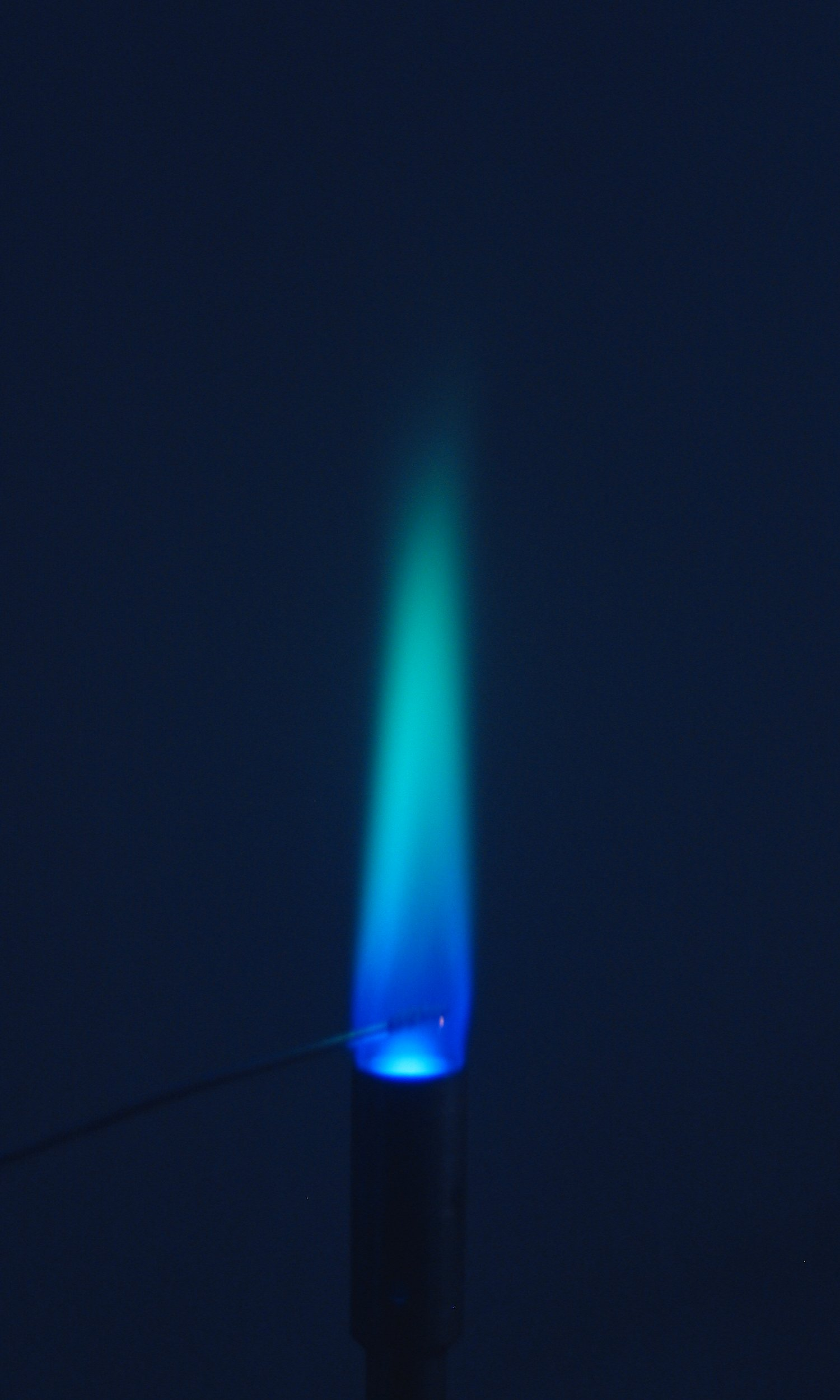
Ensayo a la llama en sulfato de cobre, visto a través del vidrio de cobalto
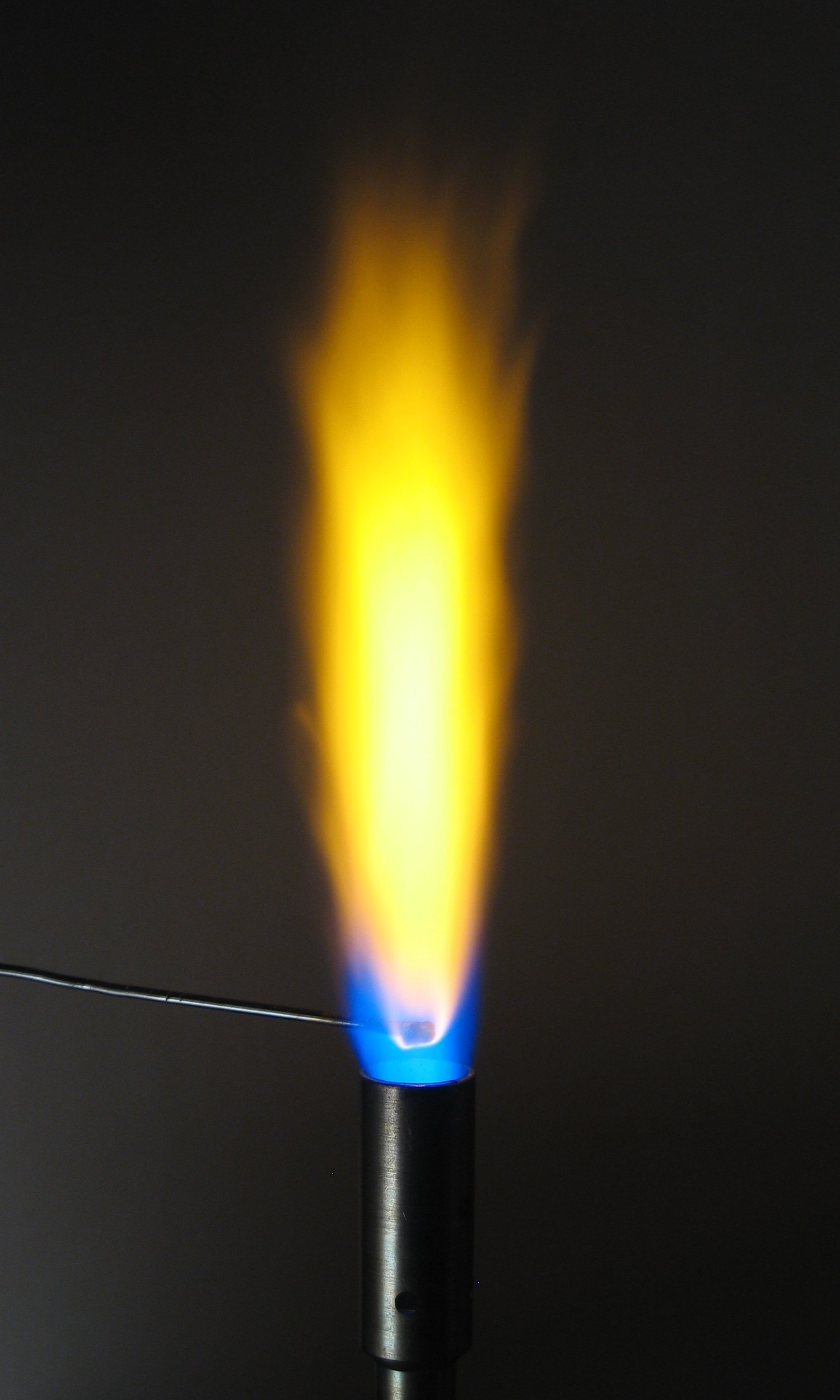
Ensayo a la llama en el carbonato de sodio
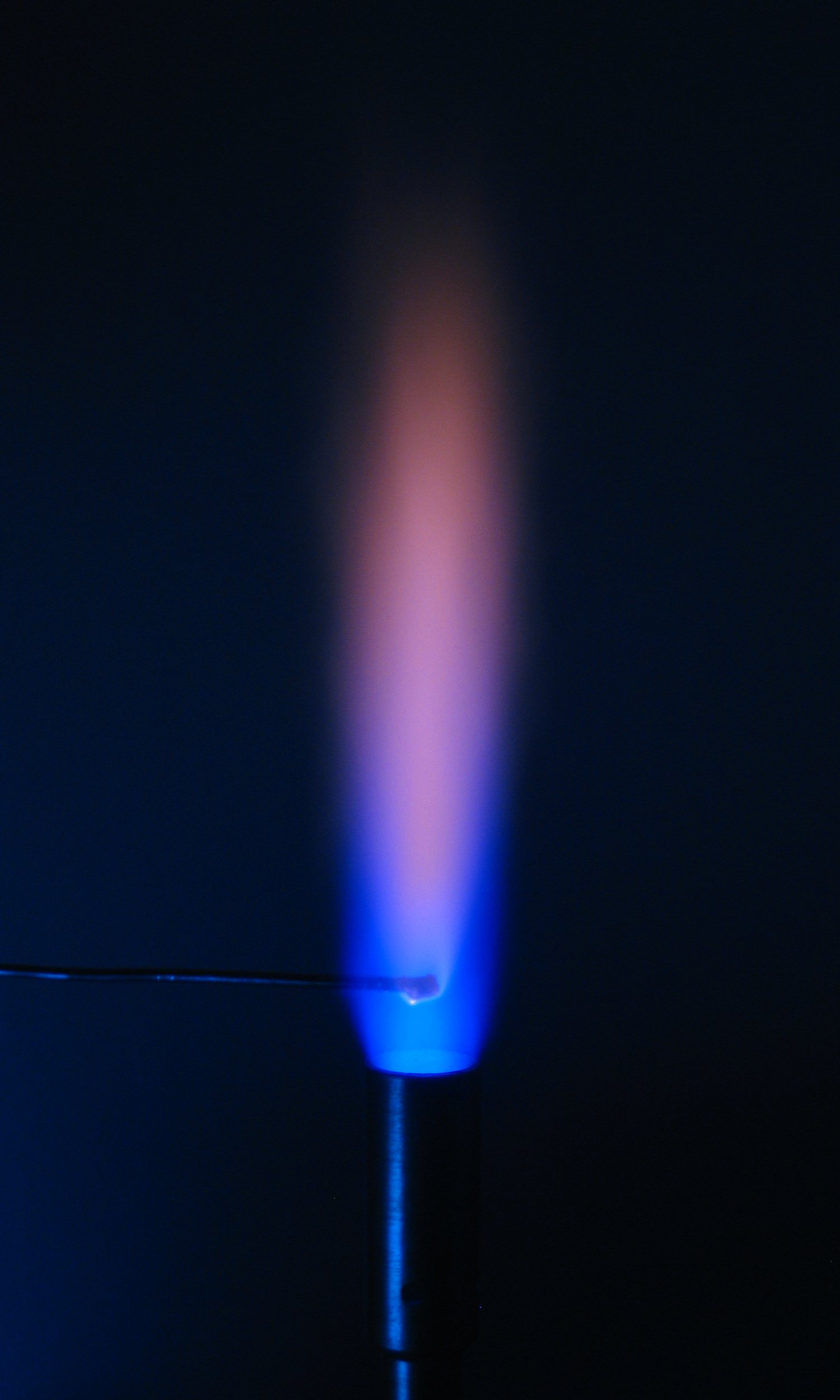
Ensayo a la llama en el carbonato de sodio visto a través de vidrio de cobalto
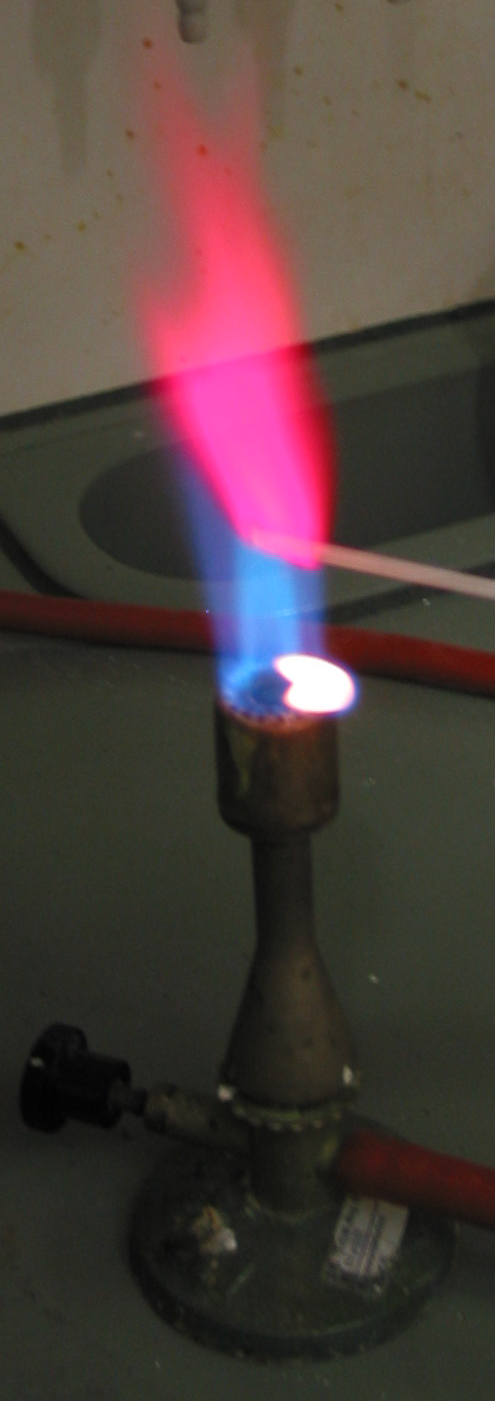
Ensayo a la llama en una sal de litio
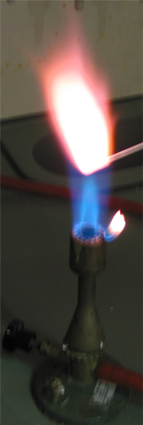
Ensayo a la llama en una sal de potasio